# Gianluigi Scalvini
Pas d'image ? Cliquez ici
Gianluigi Scalvini (né le 14 avril 1971 à Brescia) est un pilote de moto italien. 

## Biographie
En 1999, Gianluigi Scalvini remporte deux Grands prix et finit 6e au classement mondial des 125 cm³.